# Nederlandse Christelijke Radio Vereniging
La Nederlandse Christelijke Radio Vereniging (NCRV, « Association chrétienne radiophonique néerlandaise ») est une ancienne association publique néerlandaise de production et de radiodiffusion audiovisuelle à caractère culturelle pour la communauté chrétienne protestante. Elle a été fondée en 1924 et opérait sous l'égide de la Nederlandse Publieke Omroep (NPO).
Le 1er janvier 2014, la NCRV fusionne avec la KRO pour former le nouveau groupe KRO-NCRV. La NCRV a complètement disparu le 1er janvier 2019, lors de la fusion des deux associations respectives de la KRO et de la NCRV, pour devenir une association à part entière sous le nom « Vereniging KRO-NCRV ».